# Ochotona coreana
El pika coreano (Ochotona coreana), también conocido como el liebre pipante coreana, es una especie de mamífero de la familia Ochotonidae. Se encuentra en las regiones montañosas del norte de Corea del Norte y partes de las Montañas Changbai en Jilin. Se clasifica como una especie deficiente en datos en la Lista Roja de Especies Amenazadas de la Unión Internacional para la Conservación de la Naturaleza, y se sabe muy poco sobre ella; se asume que gran parte de su comportamiento y ecología es similar a la pika del norte estrechamente relacionada.